# Ayganym Sargaldakkyzy
Ayganym Sargaldakkyzy, född 1783, död 1853, var en khazarisk regent. Hon var gift med Oali Khan och blev efter hans död 1819 härskare i Mellersta Zhuz, som formellt inlemmades i Ryssland. Hon hade ett gott samarbete med Ryssland. Hon är främst ihågkommen för den roll hon spelade som mecenat för sin sonson Sjoqan Wälichanov.